# Lygdamis laevispinis
Lygdamis laevispinis är en ringmaskart som först beskrevs av Grube 1870.  Lygdamis laevispinis ingår i släktet Lygdamis och familjen Sabellariidae. Inga underarter finns listade i Catalogue of Life.